# Bergkirche Tharandt

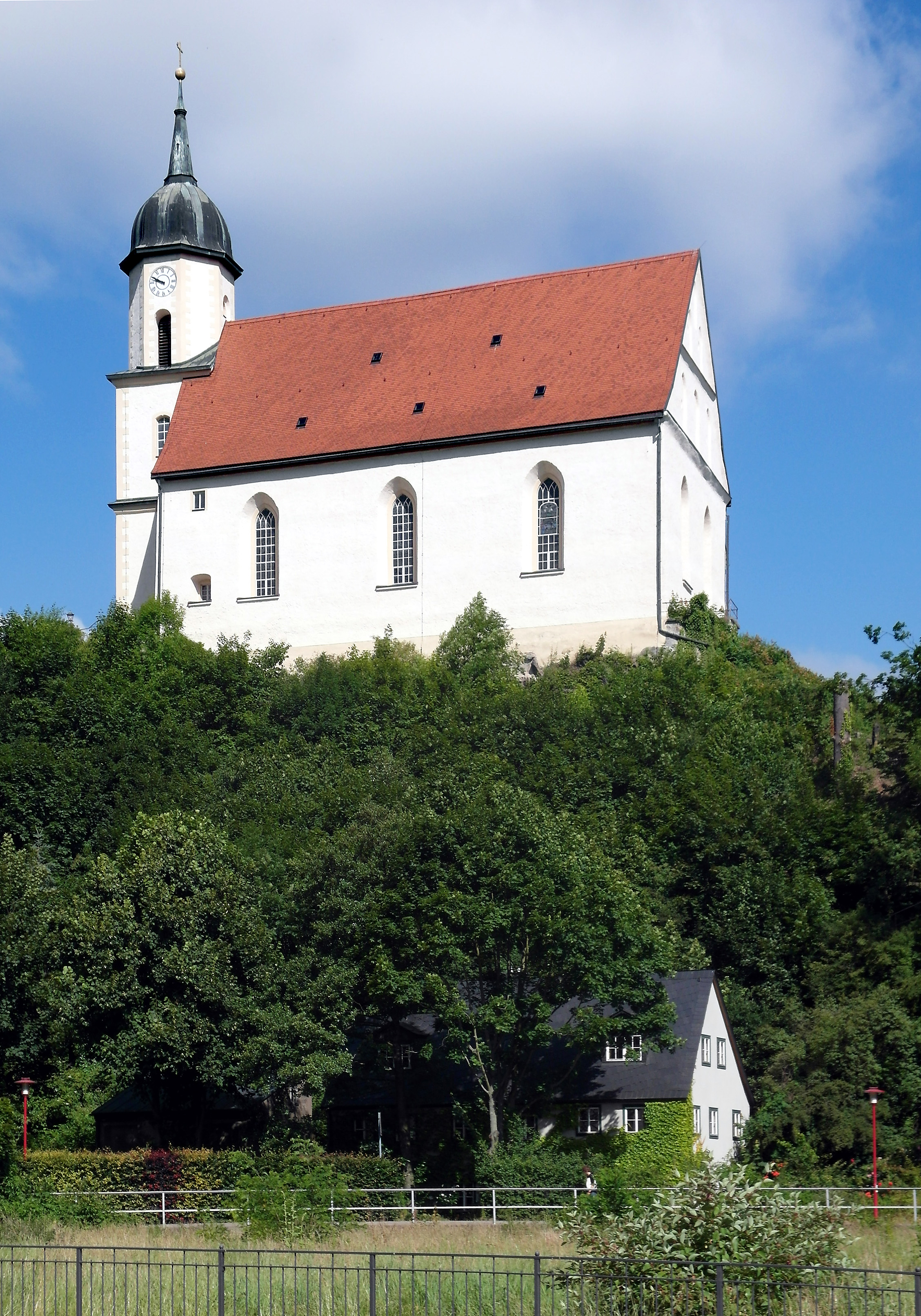
Bergkirche Tharandt

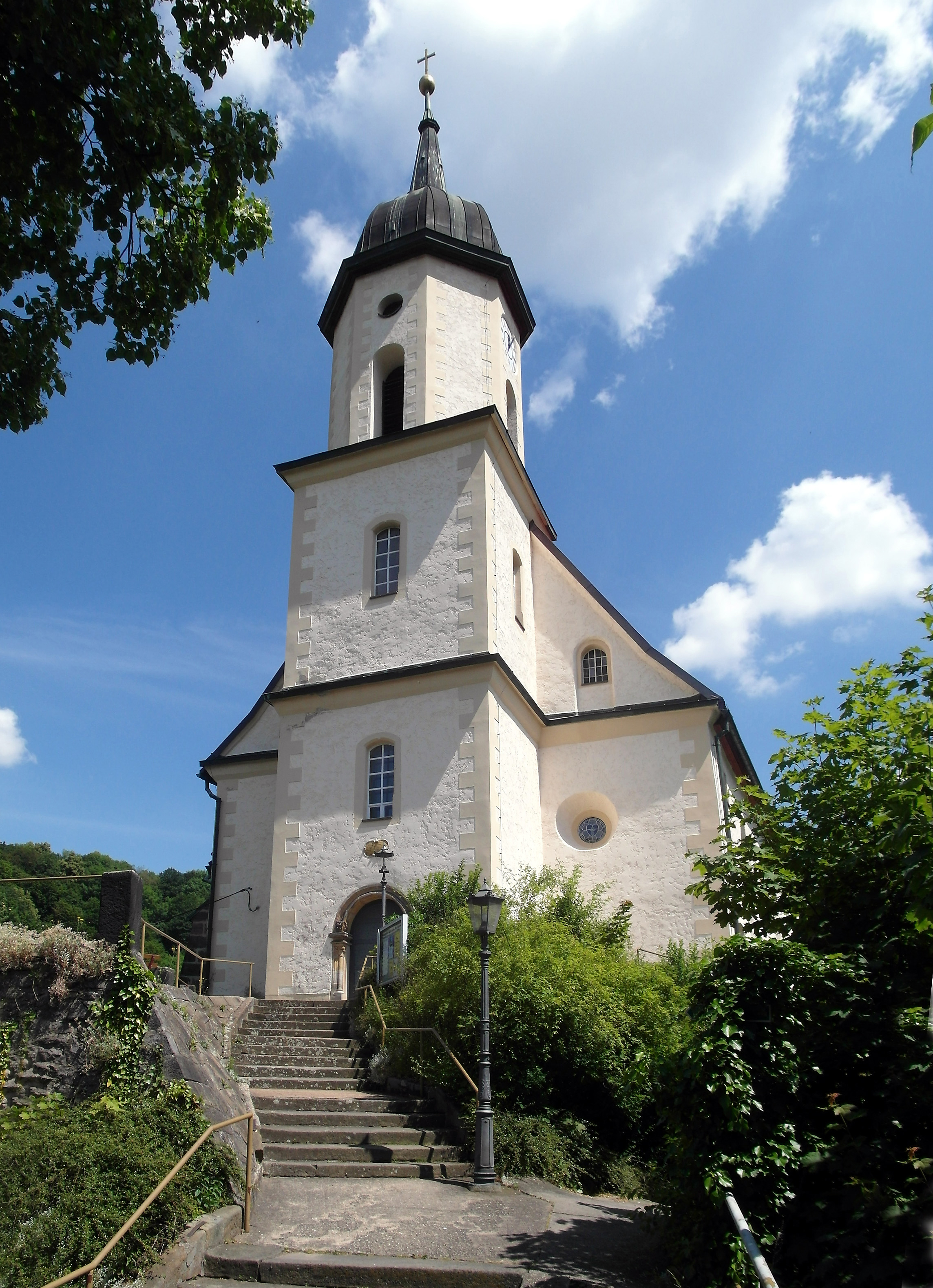
Westansicht

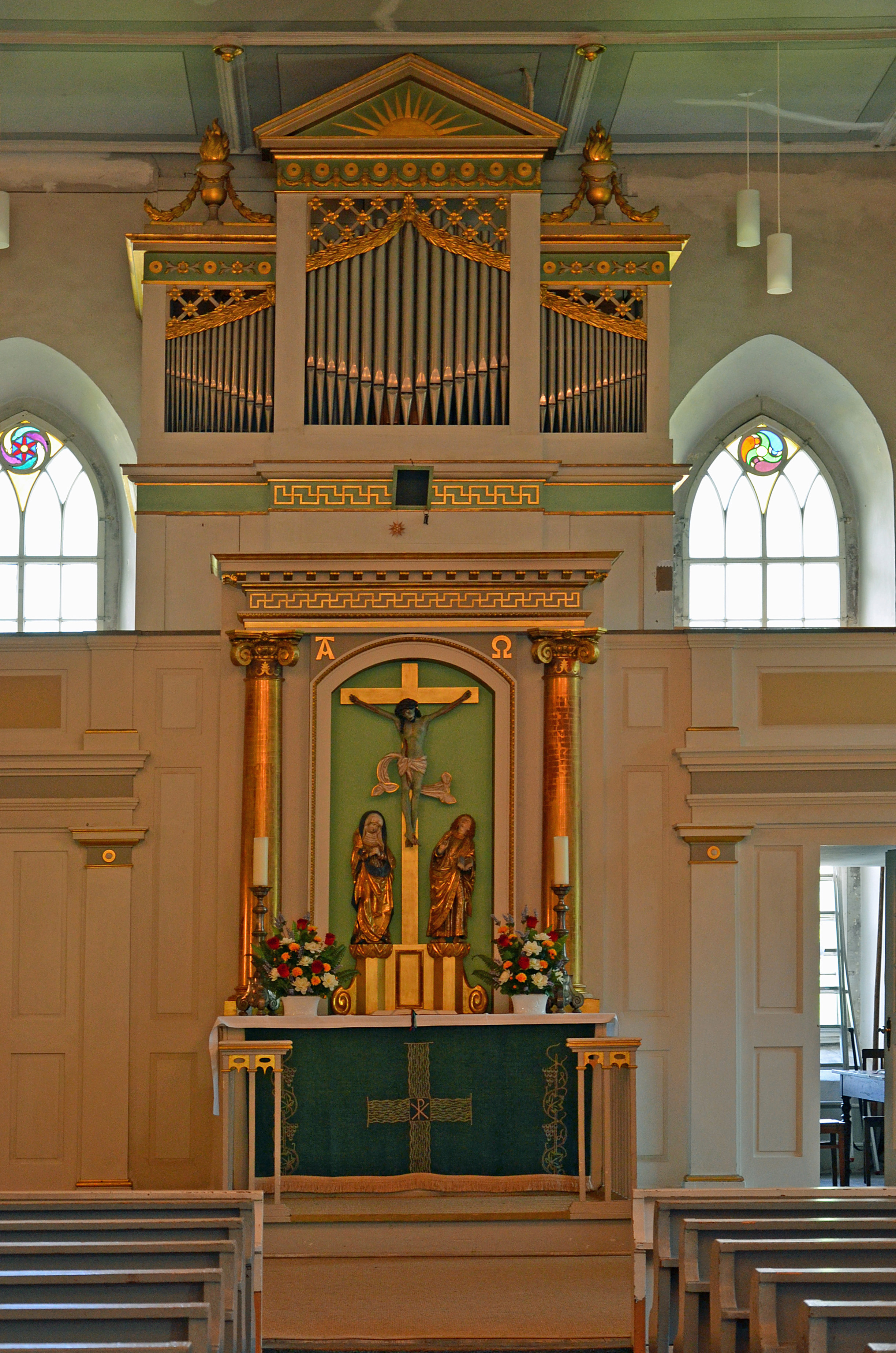
Altar und Orgel

Die evangelische Bergkirche (auch: Kirche zum Heiligen Kreuz) ist eine Saalkirche des 17. Jahrhunderts in Tharandt im Landkreis Sächsische Schweiz-Osterzgebirge in Sachsen. Sie gehört zur Ev.-Luth. Kirchgemeinde Tharandt-Fördergersdorf im Kirchenbezirk Freiberg der Evangelisch-Lutherischen Landeskirche Sachsens. Seit dem 2. Januar 2021 gehört die Kirchgemeinde zum Ev.-Luth. Kirchgemeindebund Wilsdruff-Freital.

## Geschichte und Architektur
Die große Saalkirche mit vorgelagertem Westturm ist weithin sichtbar auf einem hohen Bergsporn über dem Tal der Weißeritz gelegen und wurde auf dem Gelände der geschleiften Unterburg der Burg Tharandt unter Verwendung älterer Bausubstanz in den Jahren 1626–1630 errichtet. Nach Brand von 1807 wurden das Innere und der Turm erneuert. Restaurierungen erfolgten in den Jahren 1927 (innen), 1979/1980 (außen und innen) und 2009 (außen).
Das Bauwerk ist ein verputzter Bruchsteinbau mit Ecksteinquaderung und einem hohen, steilen Satteldach. Der gerade Ostschluss ist mit zwei gedrückten Spitzbogenfenstern versehen, am zweizonigen spitzen Giebel sind Spitzbogenblenden angeordnet. Der quadratische Westturm ist harmonisch in die mit kleinen Rundbogen- und Rundfenstern gestaltete Westfassade eingebunden, das Glockengeschoss an den Seiten abgeschrägt, und mit Haube und Pyramide abgeschlossen. In der Turmhalle ist ein Sterngewölbe eingezogen. Das auffällige, nicht einheitlich gearbeitete spätromanische Westportal aus Sandstein ist mit reichen korinthisierenden Kapitellen und Blattwerk am Bogenansatz versehen und stammt vermutlich von der Burg aus dem zweiten Viertel des 13. Jahrhunderts.
Das Innere ist flachgedeckt und wirkt aufgrund der ungewöhnlichen Lage der 1840/1841 erneuerten zweigeschossigen Emporen im Westen und Norden auffallend breit. Im Osten ist die eingeschossige Orgelempore angeordnet, welche darunter durch Einbauten (wohl von 1927) geschlossen ist. Die Sakristei an der Nordseite mit Tonnengewölbe und zugespitztem Rundbogenfenster ist der älteste Teil der Kirche.

## Ausstattung
Hauptstück der Ausstattung ist ein schlichter klassizistischer Säulenaltar aus der Zeit um 1800. Im Mittelfeld befanden sich ursprünglich zwei Gemälde, diese wurden ersetzt durch eine auf hohem Postament stehende geschnitzte Kreuzigungsgruppe aus der Zeit um 1510 (vermutlich die ehemalige Triumphkreuzgruppe). Die in Ausdruck und in der Gewandbehandlung beachtenswerte Arbeit wurde vermutlich von einem Dresdner Meister südwestdeutscher Herkunft geschaffen.
Die schlichte Holzkanzel mit gemalten Evangelisten wurde im 17. Jahrhundert geschaffen. Die kelchförmige, ornamentale, zum Teil farbig gefasste Sandsteintaufe wurde von dem Freiberger Johannes Fritzsche geschaffen und ist auf 1635 datiert. An der Südwand befindet sich ein lebensgroßes Kruzifix mit Rosshaarperücke, vermutlich aus dem späten 15. Jahrhundert (ähnlich dem Vesperbild im Freiberger Dom). In der Turmvorhalle sind zwei figürliche Grabdenkmäler aus Sandstein zu finden. Das eine erinnert an Philippina Nitzsche († 1634) und ist farbig gefasst mit liebevoller Detailausführung. Die Zweiundzwanzigjährige ist in Festtagskleidung mit Spitzenmanschetten und Spitzenkragen dargestellt und wird Sebastian Walther zugeschrieben. Das zweite ebenfalls farbig gefasste Denkmal wurde für Pfarrer M. Adam Schneider († 1667) gesetzt.

## Orgel
Die Orgel mit einem wohlgestalteten klassizistischen Prospekt von Johann Christian Kayser aus dem Jahr 1806 enthielt ursprünglich 15 Register auf zwei Manualen und Pedal. Das heutige Werk von Wilhelm Rühle stammt aus dem Jahr 1969. Es handelt sich um eine rein mechanische Orgel. Die Disposition lautet wie folgt:
| I Manual C–g3 |    |
| Principal     | 8′ |
| Rohrflöte     | 8′ |
| Octava        | 4′ |
| Spitzflöte    | 4′ |
| Nasat         | 3′ |
| Gemshorn      | 2′ |
| Mixtur IV     |    |

| II Manual C–g3 |       |
| Gedackt        | 8′    |
| Rohrflöte      | 4′    |
| Principal      | 2′    |
| Cymbeln III    |       |
| Sesquialter    |       |
| Gemsquint      | 1 ⁄2′ |
| Rohr-Schalmey  | 8′    |

| Pedal C–f1   |     |
| Subbass      | 16′ |
| Oktavbass    | 8′  |
| Cant. Firmus |     |
| Posaune      | 16′ |

- Koppeln: II/I, I/P, II/P